# آنیویسکی
آنیویسکی (روسی: Анюйский Вулкан) یک کوه آتشفشانی در ناحیه خودگردان چوکوتکای کشور روسیه است.